# 중산지구
중산지구는 경상북도 경산시에 개발 중인 택지 개발 단지다.